# Javier Sánchez
Javier Sánchez Vicario, född 1 februari 1968 i Pamplona, Spanien, är en spansk högerhänt tidigare professionell tennisspelare med störst framgångar i dubbel.

## Tenniskarriären
Javier Sánchez blev professionell spelare på ATP-touren 1986. Han vann under karriären 4 singel- och 26 dubbeltitlar. I singel rankades han som bäst som nummer 23 (juni 1994) och i dubbel som nummer 9 (april 1990). Sánchez upphörde med spel på touren säsongen 2000. Han vann totalt $4,427,811 i prispengar.
Som singelspelare var Sánchez måttligt framgångsrik. Som ett kuriosum kan nämnas att han i sin allra första singelfinal på ATP-touren (Madrid 1987) förlorade mot sin bror Emilio Sánchez med siffrorna 3-6, 6-3, 2-6. Detta var första gången under den öppna eran (sedan 1968) som två bröder varit finalmotståndare i en större turnering på touren.De båda möttes genom åren sammanlagt 12 gånger, Emilio vann 10 av dessa möten. 
Åtta av dubbeltitlarna vann han tillsammans med argentinske spelaren Luis Lobo. Tre titlar vann han med sin äldre bror Emilio Sánchez. Till skillnad från sin bror nådde Javier Sánchez aldrig någon final i Grand Slam-turneringar.

## Spelaren och personen
Javier Sánchez föddes in i en mycket framgångsrik tennisfamilj. Hans syskon Arantxa Sánchez Vicario och Emilio Sánchez var också professionella toppspelare i tennis. 

## Titlar på ATP-touren
- Singel
  - 1988 - Buenos Aires
  - 1989 - Bologna
  - 1994 - Bologna
  - 1996 - Tel Aviv
- Dubbel
  - 1987 - Sao Paulo, Madrid
  - 1988 - Buenos Aires, Bologna
  - 1989 - Bologna, Hamburg, Kitzbuhel, München
  - 1990 - Athen, Barcelona, Kitzbuhel
  - 1991 - Umag, Indian Wells, Schenectady
  - 1992 - Barcelona
  - 1994 - Athen, Nice
  - 1995 - Gstaad, Umag
  - 1996 - Barcelona
  - 1997 - Sydney utomhus, Scottsdale, Hamburg, Bukarest
  - 1998 - Long Island
  - 1999 - Umag